# أحلام بالحرية (كتاب)
أحلام بالحرية هي رواية فلسطينية للكاتبة عائشة عودة، توثق سيرة تجربتها الإعتقالية. الرواية من منشورات مواطن المؤسسة الفلسطينية للدراسات الديمقراطية - رام الله طبعة 2004، وتقع الرواية في مائتي صفحة من القطع المتوسط، يتوزع عليها عشرة سرديات لكل سردية منه عنوان يشكل تمهيدًا وإمتدادًا لِما بعده. ويصف الناشر هذا الكتاب حول تجربة الإعتقال والتحقيق والسجن بأنه برهافته ودقته وعمقه في وصف التجربة المؤلمة والعظيمة معاً، سوف يكون علامة فارقة في عالم أدب السجون في فلسطين.

## زمن الرواية
الزمن الذي تتحدث عنه الرواية هو 03-01- 1969يوم الإعتقال، وتتناول الرواية واقع فلسطين أبان الحقبة الممتدة بين النكبة والنكسة في زمن العهد الأردني وكذلك أهمية الساحة الأردنية في دعم المقاومة الفلسطينية، فهي المورد للعديد من الإحتياجات المتعلقة بفعل المقاومة. أما مكان الحدث فهو تحديد قرية دير جرير قضاء رام الله والبيئة الطبيعية الجميلة المعتمرة بالجمال الأخّاذ، ومدينة القدس التي حدثت فيها العملية الفدائية، والسجون والمعتقلات المتفرقة على الجغرافيا الفلسيطينية.

## وصف الرواية
هناك العديد من الروايات العربية التي تناولت موضوع الإعتقال لكن هي الأولى التي تتحدث عن تجربة إمرأة وقعت تحت شراسة وقسوة الجلاد، فالكاتبة بهذه الرواية تجعلنا نقف أمام أول رواية نسائية عربية تتحدث عن الإعتقال، وإذا أُضيف لها الحقيقة وواقعية الحدث، وتحويل المأساة وقسوتها إلى عمل أدبي فيه من المشاعر الإنسانية وما تحمله النفس من خوف وفرح ومن شعور بالإنكسار والإنتصار، أيضاً حالات الإنكفاء على الذات ثم التقدم في المواجهة من جديد وحضور هم الأُسرة والأم، ثم تغليب الهم الوطني عليهما، قسوة السجان وعظمة الإرادة التي تكسر بطش وعنجهية الجلاد، قدرة الكاتبة على التصوير الفني رغم صعوبة الموقف، اللغة السردية التي تمتع وتسهل على المتلقي هضم هذا العمل وحضور الشخصيات على طبيعتها دون تدخل من السارد مما جعلها تظهر لنا على حقيقتها إن كنا معها أو ضدها، الموضوع الوطني الفلسطيني الذي لم يكن يتخيل بأنه سيكون طول عمر الاحتلال بهذا المقدار من السنوات، لقد وثّقت للوطن إبّان الحقبة الممتدة بين النكبة والنكسة وما بعد ذلك، ببيئته الطبيعية الجميلة المعتمرة بالجمال الأخّاذ ومبانيه المصممة بطريقة تجعلها مفتوحة على الطبيعة، تبقى معها في حالة عناق دائم، ما يخلق بينها وبين ساكنيها حميمية فوق العادة، وهذا ما يدفع الاحتلال إلى البحث عن أي سبب لنسفها وإزالتها من الوجود. كما وثّقت للمرأة الفلسطينية بعيد النكسة مباشرة ودورها الكفاحي على أعلى المستويات، إلى جانب الرجال الأبطال وأفعالهم وتضحياتهم في مواجهة الاحتلال الإسرائيلي وغطرسته فكانت العمليات الفدائية ذات أثر فاعل جعلت الاحتلال وأجهزته الأمنية يرتبكون وتتلاشى عنجهيتهم وصلفهم أمام تلك العمليات مهما صغرت.

## أحداث القصة
تدورأحداث الرواية حول مجموعة من الأحداث الكبيرة في حياة الشعب الفلسطيني وتبدأ بسرد بعض تفاصيل واقع "مجزرة دير ياسين" وتقدم لنا العديد من المشاهد الحية من تلك المجزرة وعن شخصيات حقيقية مثل الفتاة زينب صاحبة الخمسة عشرة عاماً كيف كان حالها في تلك العملية البشعة، وعن أم وطفلها الرضيع (قصة مريم الطبجي) وكيف ذبحت العصابات الصهيونية زوجها أمامها وكان طفلها الصغير على حضنها. هذا هو الدافع الأهم والأبرز الذي نما وكبر في تلك الطفلة وكأنه جنين في رحمها. إستحضرت الكاتبة "مجزرة دير ياسين" كعامل صمود ومواجهة عندما تستذكر عملية الإعلام الموجه التي إستخدمها المحتل ليزيد من حالة الهلع والخوف عند الفلسطينيين مما جعلهم يتسرعون ويخرجون هاربين من وطنهم نحو المجهول، واستطاعت أن تستخدم الحدث "مجزرة دير ياسين" كدافع ومحفز عقلي للفعل المقاوم وأيضاً أن تكون تلك الفكرة أداة للتقدم أكثر من الهدف، ومواجهة الجلاد ومحاججته ويضاف إلى كل هذا الإستفادة من تلك التجربة وجعلها لا تتكرر أن لا يستخدمها العدو مرة أخرى لتحقيق أهدافه. بهذا الشكل نكون أمام فعل روائي متنامي ومتصل ومترابط في ذات الوقت وهذا ما يحسب للكاتبة التي استطاعت أن توحد فكرتها وتنثرها على كافة أجزاء الرواية، جاعلة من "مجزرة دير ياسين" ليس محفز لعمل المقاومة وحسب بل قدمتنا منها وجعلتنا نشعر بحجم الجريمة التي اقترفها المحتل، فهي أنعشت ذاكرتنا بما يجب أن لا يمحى منها أبدا وجعلتنا نستخدم ذاك الحدث بشكل يخدم قضيتنا، نعري المحتل ونعرف طرقه الخبيثة لكي نتجنب الوقوع بالخطأ مرة أخرى ونستطيع من خلالها أن نحاجج من يدعي الوداعة والمسالمة ونكشف أساليبه القذرة والملتوية.
إنتقلت الكاتبة للحديث عن أساليب التعذيب الذي يستخدمه المحتل فقدمت لنا بعض ما تعرضت له من تعذيب وحشي على يد جنود دولة الاحتلال، فأول مقابلة مع الجلاد كانت "بشوفك يا شر***ة مش مهتمة؟ راح أشلك راح أخلع عيونك، راح أشوه وجهك وأخليك مثل القرد" بعد هذا الكلام البذيء ينتقل الجلاد إلى الشكل المتعارف عليه في معتقلات الاحتلال، التعذيب الجسدي، الجسد الذي يرفض الاحتلال ويقاومه لا بد من الإنتقام منه وأهم جزء منه الرأس فهو المحرك للجسد، بعد أن يتم تجاوز المرحلة الأولى من التعذيب (الضرب على الرأس) ينتقل الجلاد إلى شكل آخر من أشكال التعذيب وهو الضرب بالكرباج "لوح بالكرباج عالياً وخبطه على كتفي ملتفاً على ظهري، خرج الألم ناراً من رأسي". ومن أخطر وأقسى المشاهد التي تناولتها الكاتبة كان هذا المشهد حيث تكالب عليها أكثر من جلاد وأصبحت عارية تماماً "شدت يداي خلف ظهري وضع القيد فيهما، ألقوا بي أرضاً، أنغرز القيد في عمودي الفقري فتصاعد الألم كخيط من نار تسري في نخاعي الشوكي، هجم القصير وثبت ركبته في بطني فزاد ضغط القيد على عمودي الفقري كاد يقصم ظهري وأصبح الألم يفيض كشلال من نار أمسك الطويل (عزرائيل) بعصا، باعد ساقي وثبتهما بركبته وثبتت المجندة رأسي بقدمها (عزرائيل) يحاول بالعصا إختراق رحمي".
نستنتج من المشهد السابق بأن الجلاد يعمل على سلب الضحية كل ما تشعر بأنه مهم لديها فعندما بدأ ينعتها بالكلام البذيء، كان يعمل على أخذ شيء من كرامتها، تكسير المفاهيم الأخلاقية التي تربت عليها وأكمل هذا الأمر عندما فض بكارتها بالعصا، وكأنه لا يريد ضحيته أن تملك أي شيء يجعلها مقبولة في مجتمعها من هنا أصر على هذا الفعل القبيح والقذر.
ومن الأساليب القاسية التي مارسها الجلاد بحق الضحية ما يطلق عليه التعذيب بالتعذيب، بمعنى جعل المعتقل يتعذب برؤية ومشاهدة وسماع شخص يعذب أمامه، إن كان معرف لديه أم مجهول وهذه النوع من التعذيب أشد وقعاً على الضحية وأكثر أذية من التعذيب الجسدي، لما له من تأثير على المشاعر التي تخرج النفس عن انضباطها واتزانها.
حدثتنا الكاتبة عن الوقت وكيف يمضي أثناء التعذيب، فهو كائن بليد لا يتحرك وكأنه ميت، فعندما طلب منها أن ترفع ذراعيها ووجهها إلى الحائط كان الزمن بهذا الوصف "مر زمن من الصعب تقديره، فالزمن في مثل ذلك الوضع ثقيل الهمة لا يتزحزح إلا ليثقل النفس" بهذا الوصف كان الوقت لا يتحرك بالنسبة للضحية. مسألة الوقت الزمن الذي يعيشه الإنسان يتفاوت الإحساس به من شخص لآخر، والإحساس بالوقت يخضع لطبيعة الإنسان أولاً ثم الظرف الذي يعيشه فعندما يكون الوضع طبيعي يمر الوقت دون أن نشعر به وكأنه شيء عادي في الحياة، لكن عندما نكون عرضة للألم أو في حالة إنتظار وترقب يكون وقع الزمن طويل وطويل جداً، حتى أننا نشعر بأن الدقيقة تعادل ساعة والساعة تعادل يوم.
إعترفت بقيامها بوضع القنبلة في "السوبر سول" ودلتهم على مكان الأسلحة وعندها طالب المحقق المزيد من المعلومات حول من هم الأشخاص الذين جاءوا بالأسلحة ومن هي القيادات التي تتعامل معهم، عندها تحولت كل إنكساراتها السابقة إلى دوافع وعناصر قوة لها، فلم تعد تريد تقديم أي معلومة تجعل أي شخص عرضة للإعتقال والتعذيب، ألا يكفي ما تمر هي فيه؟ "...أستبسلت وكانت إرادتها مطلقة، وأصبح لصمودي معنى واجتاحتي رغبة في التكفير عن خطيئتي في الإعتراف الأولى. الآن لن يحصلوا على أية تفاصيل مهما صغرت، رغم أن التعذيب الجسدي في هذا الموقف كان أشد من السابق، إلا أنها قررت الصمود وعدم تقديم أي كلمة يمكن أن تفيد الاحتلال" وهنا انتقلت من وقعها كضحية إلى كائن جديد لا يمكن أن يهزم أو يتراجع. الكاتبة في هذا المشهد تؤكد مقولة (يمكن للعدو أن ينتصر على الجسد، لكن لن يستطيع أن ينتصر على الإرادة) وفعلاً كانت إرادتها أقوى من كل أشكال وطرق التعذيب.
من أهم الأفكار الإنسانية التي تقدمها لنا الكاتبة في الصراع الداخلي في هذه الرواية أن بطلتها إنسانة، تشعر وتفكير وتعمل، مرة تخطئ وأخرى تصيب، لكنها تتعلم من أخطائها، فهي ليست عالمة بكل شيء، من خلال هذه الاخطاء وتصويبها لاحقا، تؤكد الكاتبة على طبيعة النفس البشرية، التي تتغير باستمرار وتعمل على تجاوز مراحل أو أفعال غير ناجحة في مسيرتها. وهنا تكمن أهمية الإنسان، فهو ليس ملاك وليس شيطان ليس دائماً يفعل الخير أو الشر يصيب ويخطئ، لكن أهم ما في الإنسان هو تأنيب الضمير، العقل الذي يجعله يتراجع عن الخطأ ويتقدم من جديد نحو الصحيح والصواب.
ركزت الكاتبة على شخصية الأم وكانت حاضر في كافة المواقف التي مرت بها وكأنها الروح والقوة الوحيدة التي تحميها، فنجدها بهذا المشهد الرائع تقف أمام الجلاد لتمنعه من أخذ ابنتها "قفزت أمي أمامهم كلبؤة معترضة: وين بدكم تاخذوا بنتي؟ لا، فش تاخذوها. أو خذوني معها" ليس هناك قول يقال في هذا المشهد فهو يبين لنا عظمة هذه الأم، عند تعرض ابنها للخطر، أو شعورها بأن شيئاً ما سيحدث له، فيتكون لديها قوة إستثنائية وطاقة هائلة تجعلها تندفع باتجاه الخطر المحدق بأبنائها. وعندما جاء الحاكم العسكري لتنفيذ نسف البيت "وقال للأم: بنتك عايزة تكون فدائية، فردت الأم (بشرفني وبرفع راسي)" وهنا تزيل الأم كل الضعف الذي أظهرته عندما جاء الجنود لإعتقال عائشة، وتظهر أمامهم بمظهر الأم الداعمة والمساندة لابنتها.
لا تكتفي الكاتبة برسم حقيقة هذا الإسرائيلي بل توضح لنا طريقة تفكيره والمنطق الذي يفكر فيه فهو كل ما يقوم به يعمل على إلغاء الفلسطيني، شطب كل ما هو غير يهودي أو نسب كل شيء جيد لليهود، وتبرئتهم من كل ما إقترفوه من جرائم بحق الفلسطينيين. إحدى أهم السمات التي تتحكم في تفكير الإسرائيلي مفهومه للقوة، فالقوة المادية هي من تسيطر على تفكيره وهو لا يلقي بالاً لأي شيء سواها، من هنا نجدهم دائماً يتغنون بهذه القوة "إسرائيل التي هزمت كل الدول العربية مش بستة أيام، وإنما بست ساعات".
في الختام أرادت الكاتبة إيصال رسالة من خلال كتابها أن الأسيرات إعتمدن على قوة إيمانهن بالحرية، وخضن مواجهات طويلة وشاقة للحفاظ على ذواتهن من الإستهداف، واستطعن أن تؤسسن لمفاهيم وثقافة إعتقاليه، وتبنين موطن بين القضبان بتحقيق الكثير من الإنجازات والحقوق بالإضرابات وبالمواجهات وبالإصرار على الحياة الحرة والكريمة.

## جوائز
- حازت رواية أحلام بالحرية على جائزة مؤسسة “ابن رشد للفكر الحر”، التي تتخذ من برلين مقرا لها للعام 2015.[5][6][7]
- كرمت هيئة شؤون الأسرى والمحررين الكاتبة والمناضلة عائشة عودة لفوزها بجائزة إبن رشد للفكر الحر.[8]
- عطوفة المحافظ الدكتورة ليلى غنام تكرم المناضلة عائشة عودة بمناسبة حصولها على جائزة ابن رشد للفكر الحر عن كتابها "أحلام بالحرية" خلال إحتفال إقامه الإتحاد العام للمرأة الفلسطينية والمؤسسات والمراكز النسوية وذلك في مقر الإتحاد في مدينة البيرة.[9]